# Здітівська сільська рада
Здітівська сільська́ ра́да (біл. Здзітаўскі сельсавет) — адміністративно-територіальна одиниця у складі Березівського району Берестейської області Білорусі. Адміністративний центр — село Здітове.

## Склад
Населені пункти, що підпорядковувалися сільській раді станом на 2009 рік:
| Населений пункт | Тип  | Населення, осіб (2009) |
| --------------- | ---- | ---------------------- |
| Дягелець        | село | 146                    |
| Здітове         | село | 510                    |
| Колонія         | село | 17                     |
| Мошковичі       | село | 104                    |
| Піщанка         | село | 47                     |
| Угляни          | село | 103                    |
| Шилин           | село | 202                    |
| Шилинок         | село | 116                    |

## Населення
За переписом населення Білорусі 2009 року чисельність населення сільської ради становила 1245 осіб.

### Національність
Розподіл населення за рідною національністю за даними перепису 2009 року:
| Національність               | Осіб | Відсоток |
| ---------------------------- | ---- | -------- |
| білоруси                     | 1113 | 89,40 %  |
| поляки                       | 87   | 6,99 %   |
| росіяни                      | 30   | 2,41 %   |
| українці                     | 13   | 1,04 %   |
| дві та більше національності | 1    | 0,08 %   |
| національність не вказана    | 1    | 0,08 %   |
| Разом                        | 1245 | 100 %    |